# 유종근 (1944년)
유종근(柳鍾根, 1944년 3월 2일 ~ )은 대한민국의 경제학자 겸 대학 교수이며, 제29·30대 전라북도지사를 역임하였다.

## 학력
- 남성고등학교 졸업
- 고려대학교 정경대학 경제학 학사
- 뉴욕주립대학교 빙엄턴 대학원 경제학 석사
- 뉴욕주립대학교 빙엄턴 대학원 경제학 박사

## 경력
- 1973 ~ 1994년 럿거스대학교 교수
- 1979 ~ 1990년 뉴저지 주지사 수석 경제자문관
- 1987 ~ 1987년 평민당 김대중대통령후보 정책, 기획담당 특보
- 1991 ~ 1992년 민주당 당무위원
- 1995 ~ 1998년 제29대 전라북도지사
- 1998 ~ 1999년 김대중대통령 경제고문
- 1998 ~ 2002년 제30대 전라북도지사
- 2006.01 ~ 2006.03 열린우리당 특임고문
- 2006.08 우석대학교 초빙교수
- 2015.03  한국경제사회연구원 이사장

## 가족 관계
- 배우자 : 김윤아 (1963년 ~ )
- 장녀(1973년생), 차녀(1996년생), 아들(2002년 1월 4일 ~ 2018년 10월)

## 방송 출연
- 2001년 KBS2 슈퍼TV 일요일은 즐거워 - 출발 드림팀

## 역대 선거 결과
|  | 67.15% |

|  | 100.00% |

|  | 5.19% |

## 소속 정당
| 소속 정당 | 소속 정당      | 소속 기간 | 비고           |
| --------- | -------------- | --------- | -------------- |
|           | 평화민주당     | 1987~1991 | 창당 정계 입문 |
|           | 신민주연합당   | 1991      | 당명 변경      |
|           | 민주당         | 1991~1995 | 합당           |
|           | 무소속         | 1995      | 탈당           |
|           | 새정치국민회의 | 1995~2000 | 창당           |
|           | 새천년민주당   | 2000~2005 | 합당           |
|           | 민주당         | 2005~2007 | 당명 변경      |
|           | 중도통합민주당 | 2007      | 합당           |
|           | 민주당         | 2007      | 당명 변경      |
|           | 무소속         | 2007~2008 | 탈당           |
|           | 민주당         | 2008~2011 | 복당           |
|           | 민주통합당     | 2011~2013 | 합당           |
|           | 민주당         | 2013~2014 | 당명 변경      |
|           | 새정치민주연합 | 2014~2015 | 합당           |
|           | 더불어민주당   | 2015~2016 | 당명 변경      |
|           | 무소속         | 2016~현재 | 탈당 정계 은퇴 |